# Жители Имброса (Менандр)
«Жители Имброса» — комедия древнегреческого драматурга Менандра, написанная для Великих Дионисий 300 года до н. э., но поставленная на сцене позже. В одном из папирусов отмечено, что Менандр написал комедию «Жители Имброса» во время архонтата Никокла 302/301 года до н. э. для представления на Великих Дионисиях, однако не смог выступить «из-за тирана Лахара». Х. Хабихт считал, что речь шла о празднике 300 года до н. э., который не состоялся из-за неурядиц во время смены власти.
Её текст утрачен за исключением двух фрагментов (в общей сложности это восемь строк). Сохранилась часть пересказа содержания пьесы, сделанного Селлием. Из неё следует, что двое братьев-близнецов женились и поселились на острове Имброс, где вместе занялись земледелием и рыбной ловлей. Предположительно сюжет основан на путанице, связанной со сходством героев.
Римский драматург Цецилий Стаций создал латинскую версию комедии под тем же названием, от которой сохранилось только несколько фрагментов.